# قانون لگاریتم‌های تکراری
قانون لگاریتم‌های تکراری، اولین بار توسط A. Y. Khinchin (به فارسی: خین‎چین) در سال ۱۹۲۴ و بعدها، در سال ۱۹۲۹ به وسیله A. N. Kolmogorov (به فارسی: کولموگوروف) به صورت کامل‎تری بیان شد. همچنین ریشه این قانون به یک مسئله خاص در نظریه اعداد بازمی‌گردد.

## مقدمه
از قانون Hewitt-Savage 0-1(به فارسی: هویت سوج) می‌دانیم اگر {\displaystyle X_{1},X_{2},...,X_{n}} متغیرهای تصادفی حقیقی با توزیع متقارن حول {\displaystyle 0} باشند و {\displaystyle S_{n}=\sum _{j=1}^{n}X_{j}} باشد، آنگاه داریم:{\displaystyle -\infty =\liminf _{n\rightarrow \infty }S_{n}<\limsup _{n\rightarrow \infty }S_{n}=\infty }که منظور از {\displaystyle \limsup _{n\rightarrow \infty }S_{n}} و {\displaystyle \liminf _{n\rightarrow \infty }S_{n}} به ترتیب حد سوپریمم و حد اینفیمم است.
حال اگر بخواهیم کمی دقیق‎تر عبارت بالا را توسعه دهیم، باید از قانون Hartman-Wintner (به فارسی: هارتمن وینتنر) استفاده کنیم که بیان می‌کند:
{\displaystyle \liminf _{n\rightarrow \infty }{\frac {S_{n}}{-\phi (n)}}=\limsup _{n\rightarrow \infty }{\frac {S_{n}}{\phi (n)}}=1\qquad almost\ surely}
و برای هر {\displaystyle S_{n}}ای که شرایط زیر را داشته باشد:
{\displaystyle {\begin{cases}E[X_{n}]=0\\\\Var[X_{n}]=\sigma ^{2}=finite\\\end{cases}}}
داریم:

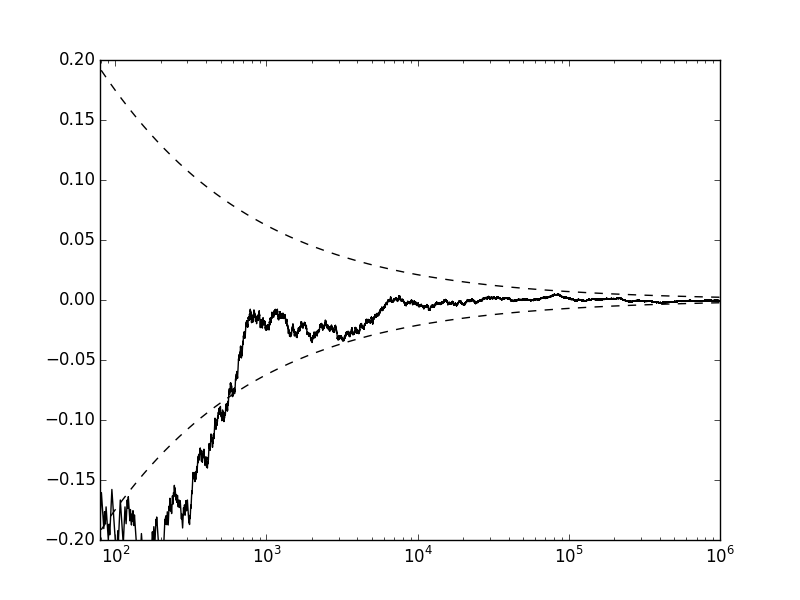
نقاط خط چین در شکل مربوط به عبارتاست و خط پر رنگ مربوط به است؛ و همچنین مربوط به سری است که در آن ، امین رقم اعشاری عدد در سیستم دودویی است.

{\displaystyle \limsup _{n\rightarrow \infty }{\frac {S_{n}}{\sqrt {2\sigma ^{2}n\log \log(n)}}}=1\qquad almost\ surely}برای درک بهتر مطالب بالا به شکل روبرو توجه کنید. سری {\displaystyle S_{n}=2\sum _{k=1}^{n}x_{k}-n} را در نظر بگیرید که در آن {\displaystyle X_{k}}، {\displaystyle k} امین رقم اعشاری عدد {\displaystyle \pi }در سیستم دودویی است. دو نمودار {\displaystyle {\sqrt {2\log \log(n)/n}}}(نقطه چین) و {\displaystyle S_{n}/n} (خط پررنگ) رسم شده‌است و به وضوح می‌توان دید که وقتی {\displaystyle n\longrightarrow \infty } این دو نمودار به هم همگرا می‌شوند.

## مثال
فرض کنید با دوستتان سنگ، کاغذ، قیچی بازی می‌کنید به طوری که شما به احتمال ۱/۳ برنده می‌شوید، به احتمال ۱/۳ بازنده‌اید و به احتمال ۱/۳ کسی برنده نمی‌شود. اگر برنده شوید ۱ ریال دریافت می‌کنید، اگر بازنده شوید ۱ ریال به دوستتان می‌دهید و اگر کسی برنده نشود هیچ اتفاقی نمی‌افتد.
متغیر تصادفی {\displaystyle X_{n}} را مقدار پولی در نظر بگیرید که در مرحله {\displaystyle n}ام بازی باید بپردازید به این ترتیب برای متغیر تصادفی مقادیر زیر را داریم:
{\displaystyle X_{n}=\{-1,0,1\}}که احتمال رویدادن هر کدام ۱/۳ است.
حال اگر {\displaystyle S_{n}} را به صورت زیر تعریف کنیم:
{\displaystyle S_{n}=X_{1}+X_{2}+...+X_{n}=\sum _{j=1}^{n}X_{j}}مقدار {\displaystyle S_{n}} بیانگر مقدار کل پرداختی ما تا مرحله {\displaystyle n}ام خواهد بود. ما علاقه‌مند به رفتار {\displaystyle S_{n}}در طولانی مدت هستیم.
برای ابن مثال خاص که صحبت شد می‌توان به سادگی نشان داد که:
{\displaystyle {\begin{cases}E[X_{n}]=\sum X_{n}P(X_{n})=0\\\\\\Var[X_{n}]=E[X_{n}^{2}]-(E[X_{n}])^{2}=\sigma ^{2}={\frac {2}{3}}\\\end{cases}}}
و با جاگذاری مقادیر بالا داریم:
{\displaystyle \limsup _{n\rightarrow \infty }{\frac {S_{n}}{\sqrt {{\frac {4}{3}}n\log \log(n)}}}=1\qquad almost\ surely}